# Moneda andorrana
Andorra ha carecido históricamente de moneda oficial. Hasta la introducción del euro en España y Francia, la peseta española y el franco francés fueron las monedas usadas de facto. El 1 de enero de 2002 comenzó la puesta en circulación del euro y este se convirtió en la moneda de facto del país. Los presupuestos del Consejo General se hacían en pesetas.
El 1 de abril de 2012, entró en vigor un acuerdo monetario que permitía a Andorra usar el euro de manera oficial así como acuñar sus propias monedas de euro. La primera emisión de monedas de euro de Andorra tuvo lugar en diciembre de 2014.

## Pesetas y francos
Hasta la introducción del euro en España y Francia en el año 2002, se utilizaron dos monedas de valor fiduciario en el mercado de cambio, sin emitir monedas ni billetes de curso legal:
- El franco andorrano (ADF) con una paridad ligada unilateralmente al franco francés (1 ADF por 1 FRF).
- La peseta andorrana (ADP) con una paridad ligada unilateralmente a la peseta española (1 ADP por 1 ESP).

## Emisión de pesetas

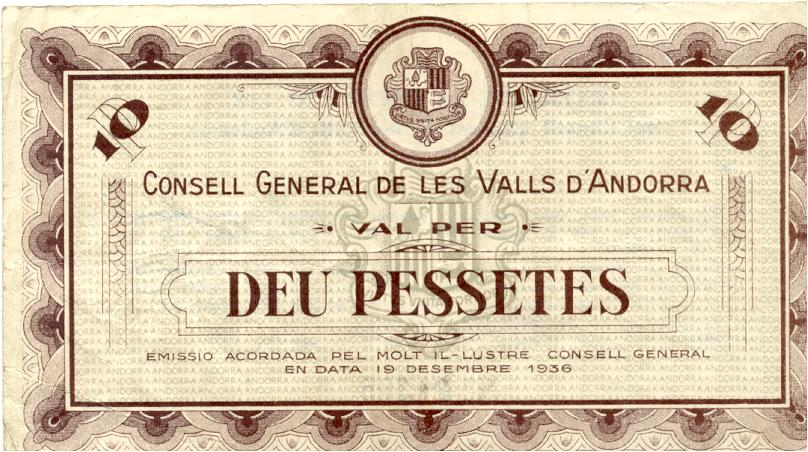
Billete de diez pesetas emitido por el Consell General de les Valls.

Durante la guerra civil española, debido a la escasez de moneda fraccionaria, el Consell General consideró necesario imprimir papel moneda por primera y única vez. Se trataba de billetes para la circulación interna del Principado que representaban vales por el valor de pequeñas fracciones de billetes, impresos en Toulouse, del Banco de España de veinticinco pesetas y superiores.
Se hicieron dos series. La primera, impresa en color azul, incorporaba billetes de una peseta, dos pesetas, cinco pesetas y diez pesetas. Posteriormente entró en circulación una nueva serie de color marrón, con valores de cincuenta céntimos y una, dos, cinco y diez pesetas.

## Diner

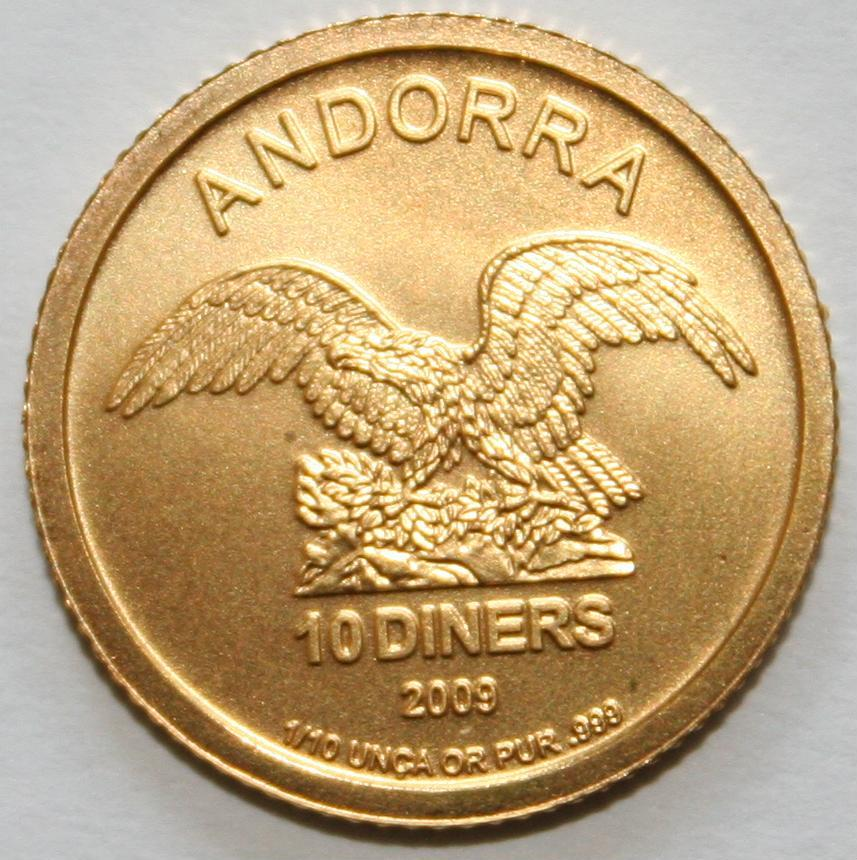
Moneda andorrana de 10 diners (2009)

El Servicio de Emisiones de la Vegueria Episcopal ha emitido, desde 1977, unas series de monedas sin valor legal bajo la denominación de diner (dinero en catalán), aunque anteriormente se habían realizado algunas emisiones privadas. Un diner andorrano (ADD) está dividido en 100 céntimos y el valor de referencia, sin valor de cambio, era de 100 pesetas o 5 francos franceses.
En 1998 es el Consejo General quien emite por primera vez una serie de diners para conmemorar el 250 aniversario del Manual Digest.
Su valor es principalmente para coleccionistas, dada la escasa tirada de las emisiones. Se han emitido monedas de plata, oro y bimetálicas. El motivo más reproducido es la figura de Carlomagno.
Según el acuerdo monetario con la Unión Europea, estas monedas podrían seguir siendo emitidas.

## Euro
El 1 de enero de 2002 comenzó la puesta en circulación del euro y este se convirtió en la moneda de facto de Andorra.
Al carecer de acuerdos monetarios formales con algún país perteneciente a la eurozona (a diferencia de Mónaco, San Marino y la Ciudad del Vaticano que los tenían con Francia e Italia), Andorra no podía emitir sus propias monedas de euro.
El 15 de julio de 2003, Andorra solicitó formalmente la celebración de un acuerdo monetario con la Unión Europea. En agosto de 2004, el Consejo de la Unión Europea recomendó iniciar las negociaciones y en octubre del mismo año se iniciaron dichas negociaciones. No fue hasta el 30 de junio de 2011 cuando se firmó un acuerdo monetario que permitía a Andorra usar el euro de manera oficial así como acuñar sus propias monedas de euro desde el 1 de julio de 2013, a cambio de la firma del Memorándum de Acuerdo Multilateral de la Organización Internacional de Comisiones de Valores sobre la Consulta, la Cooperación y el Intercambio de Información, dentro de un plazo de, como máximo, 18 meses a partir de la entrada en vigor del acuerdo monetario. Tras la ratificación andorrana del acuerdo monetario, este entró en vigor el 1 de abril de 2012. En octubre de 2012, las autoridades andorranas pospusieron la emisión de monedas en euro hasta 2014. Finalmente, la primera emisión de monedas de euro de Andorra tuvo lugar en diciembre de 2014.